# Szczelina w Iglicy
Szczelina w Iglicy (Jaskinia w Iglicy, ZT - 1) – jaskinia w Dolinie Małej Łąki w Tatrach Zachodnich. Ma dwa otwory wejściowe znajdujące się w północno-wschodnim stoku Zagonnej Turni, nad otworem Jaskini pod Iglicą, na wysokościach 1662 i 1665 m n.p.m. Długość jaskini wynosi 22 metry, a jej deniwelacja 8 metrów.

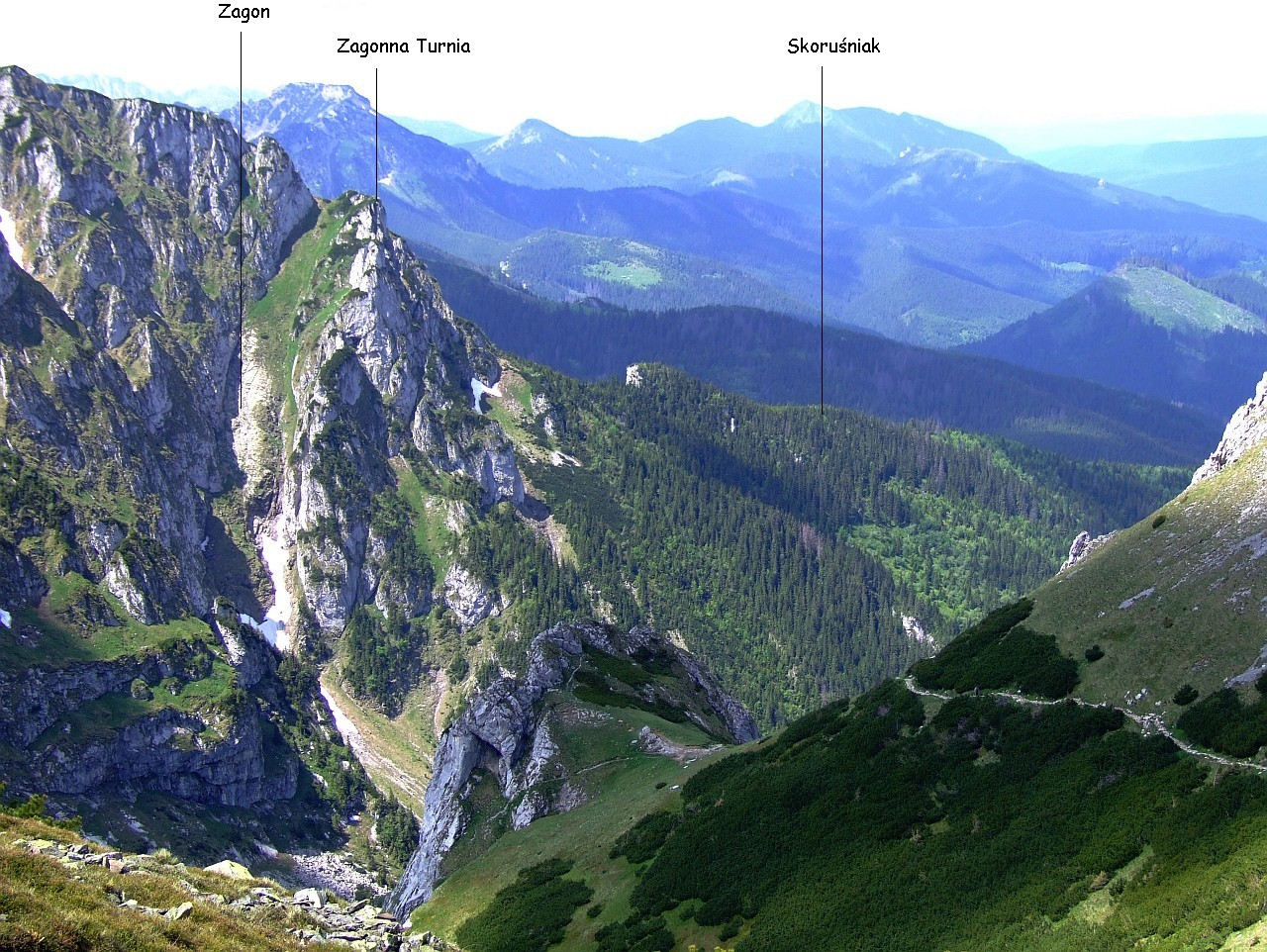
Zagonna Turnia i Zagon w Dolinie Małej Łąki

## Opis jaskini
Centralnym punktem jaskini jest niewielka salka do której z otworu wejściowego można się dostać idąc wąskim korytarzykiem. Stąd:
- przed samym wejściem do salki na prawo odchodzi kilkumetrowy, ciasny korytarzyk.
- na lewo w salce zaczyna się bardzo ciasna szczelina.
- na wprost korytarza idącego od otworu wejściowego salka przechodzi w szerszą szczelinę idącą w dół do bardzo wąskiej studzienki.
- można w salce wejść po wantach do góry, do małej komórki, z której korytarzyk z zaciskami prowadzi do otworu górnego[2].

## Przyroda
Nacieków i roślinności w jaskini nie ma.

## Historia odkryć
Jaskinię odkrył 19 lipca 1975 roku P. Kulbicki podczas inwentaryzacji jaskiń tatrzańskich.